# Cd-rw

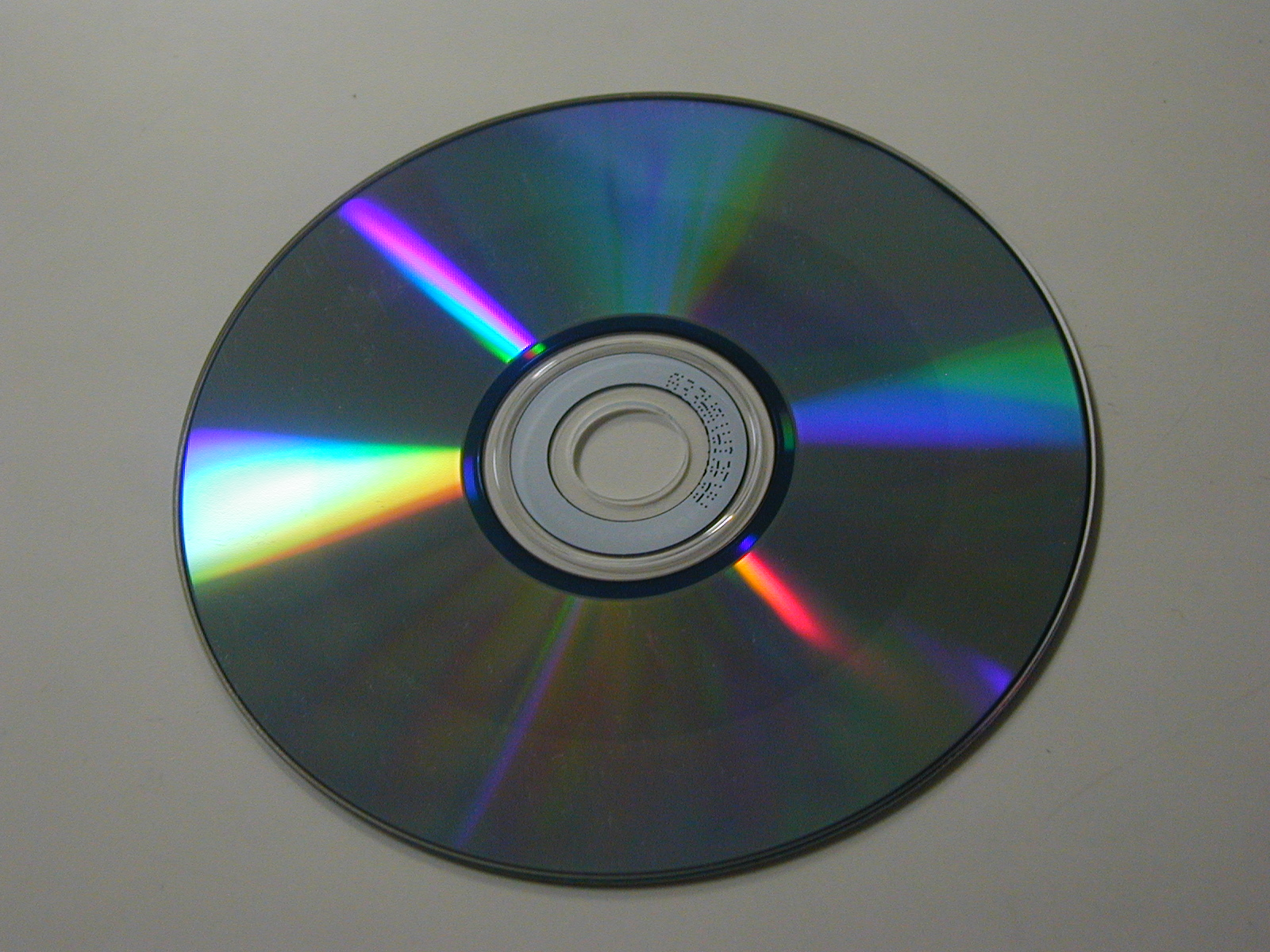
Onderkant van een cd-rw.

Een cd-rw (Compact Disc ReWritable) is een variant van de compact disc. De cd-rw is een optische schijf die zoals bij een magnetische schijf beschreven en overschreven kan worden. Deze is ontworpen door Ricoh,  Philips, Sony, Yamaha, Hewlett-Packard en Mitsubishi Chemical Corporation.
Bij het ontwerpen van de cd-rw was deze bekend onder de naam cd-e (CD-Erasable). Iets later, in 1988, werd de cd-mo gelanceerd. Wegens het gebrek aan standaarden, het gebrek aan kwaliteit en de veel goedkopere cd-r is deze nooit doorgebroken.
De cd-rw is in 1997 geïntroduceerd als een uitbreiding op de Orange Book standaard. Hier is ook langer onderzoek naar geweest. Dus zowel gebrek aan standaarden als gebrek aan kwaliteit werden opgelost. Door de massaproductie is het prijsverschil tussen beide ook niet meer zeer hoog.
De cd-rw kan gebruikt worden bij prototypes om zo geen cd-r's te verspillen. Ook bij back-ups is een cd-rw een goede keuze omdat dan telkens de back-up kan overschreven worden. 
Tegenwoordig hebben bijna alle cd-branders de mogelijkheid om cd-rw's te lezen en te beschrijven. Om na te kijken of dit mogelijk is op een cd-drive moet er een MultiReadsymbool op de drive aanwezig zijn.

## Samenstelling
De samenstelling van een cd-rw lijkt heel erg op die van een standaard-cd-r, maar omdat deze moet kunnen overschrijven bevat de cd-rw zes lagen:
1. Een polycarbonaat laag met "pregrooves", zodat de laser zich kan richten.
2. Een laag van zinksulfide-siliciumdioxide.
3. Een datalaag waar de data wordt opgeslagen. Deze bestaat uit zilver, indium, telluur en antimoon.
4. Weer een laag van zinksulfide en siliciumdioxide. Deze twee lagen dienen als diëlektricum om overtollige hitte van het schrijven te verwijderen.
5. Een aluminiumlaag die dient om de laserstraal bij het schrijven te weerkaatsen.
6. Een acryltoplaag om de andere lagen te beschermen.

De mix van verschillende onderdelen in de datalaag kan door het opwarmen van de laserstraal in drie verschillende staten worden veranderd:
- De hoogste temperatuur zorgt voor het schrijven (500-700 °C).
- De middelste temperatuur zorgt voor het verwijderen van opgeslagen data (200 °C).
- De laagste temperatuur maakt het mogelijk om de schijf te lezen.

## Schrijfproces
Hoewel er verschillende manieren om data op zo’n schijf te schrijven getest zijn, is de enige bruikbare manier de faseovergang. Dit lijkt sterk op de "putjes" die bij het schrijven op een cd-r gemaakt worden. Deze schijf gebruikt de datalaag die twee verschillende reflecties heeft in een verschillende fase. De ene staat is de amorfe staat waarin het licht bijna niet wordt gereflecteerd en de andere, een kristallijne staat met een glad oppervlak die het licht zeer goed reflecteert. Een laserstraal kan het materiaal van de ene fase naar de andere doen veranderen.
De cd-r heeft specifieke eisen qua schrijfsnelheden. Deze zijn beperkt omdat bij te lage of te hoge snelheden, de laser niet de gewenste energie kan opwekken en er dus niet de juiste handelingen gedaan worden. Bij High-Speed RW is het mogelijk om tot maximum 10x te branden, hiervoor was dit nog tot 4x. Bij leessnelheden doet dit probleem zich niet voor en hangt de snelheid gewoon af van wat de maximumsnelheid van de cd-lezer is.